# Zanokcica gniazdowa
Zanokcica gniazdowa (Asplenium nidus L.) – gatunek paproci z rodziny zanokcicowatych. Pochodzi z rejonów zwrotnikowych półkuli wschodniej, od Indii do Australii. Jest epifitem, ale rośnie też na materii organicznej. Żyje na obszarach ciepłych i wilgotnych, w częściowym lub pełnym cieniu, choć wytrzymuje również pełne nasłonecznienie i okresowe zmniejszenie wilgotności powietrza. W klimacie umiarkowanym uprawiana jako roślina doniczkowa.

## Morfologia
PokrójRoślina o wysokości 50–150 cm.
LiścieZebrane w rozetę liściową, w której gromadzi wodę i humus. Duże, proste, jasnozielone, często marszczone, o szerokości 10–20 cm; główna żyłka brunatna.
ZarodnieSkupione w kupkach zarodni tworzących regularne, długie rzędy po spodniej stronie liści.

## Zastosowanie
- Roślina ozdobna – uprawiana jako roślina doniczkowa.
- Roślina jadalna – na Tajwanie roślina ta zwana jest Wugus i jest tam popularnym warzywem[4].

## Uprawa
Zanokcicę można sadzić zarówno na pniu podpierającym, jak i bezpośrednio w doniczce, zawierającej lekką mieszankę ziemi dla epifitów. Nie wolno dopuścić do wyschnięcia bryły korzeniowej. Wymaga zraszania i nawożenia w okresie wegetacji (od wiosny do początku jesieni). Stanowisko półcieniste lub słoneczne. Temperatura od 10 do 30 °C.

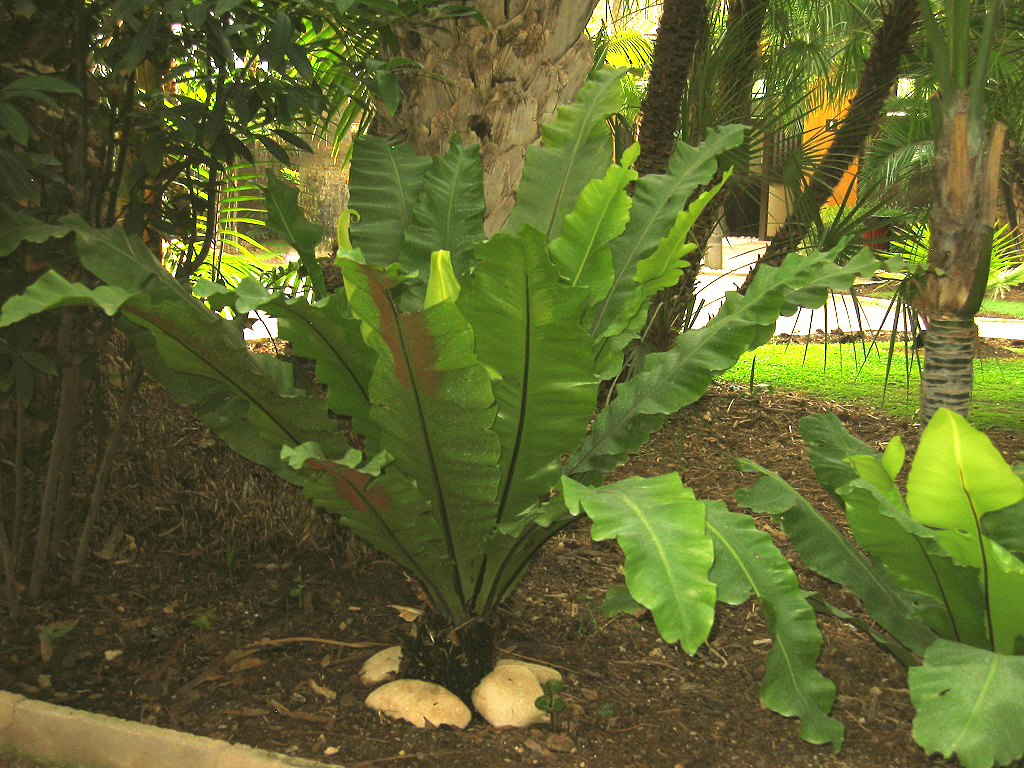
Na naturalnym siedlisku
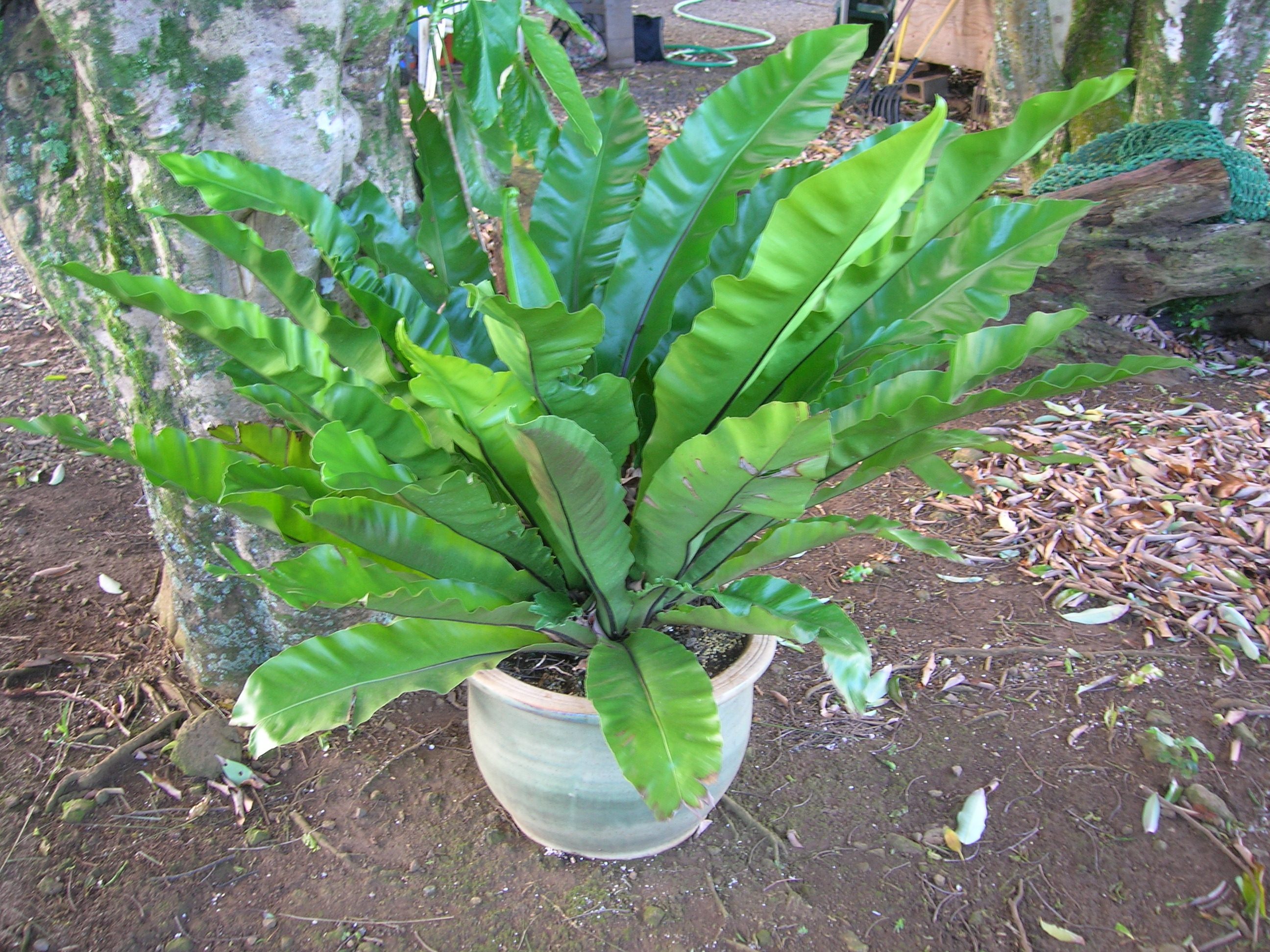
W uprawie doniczkowej
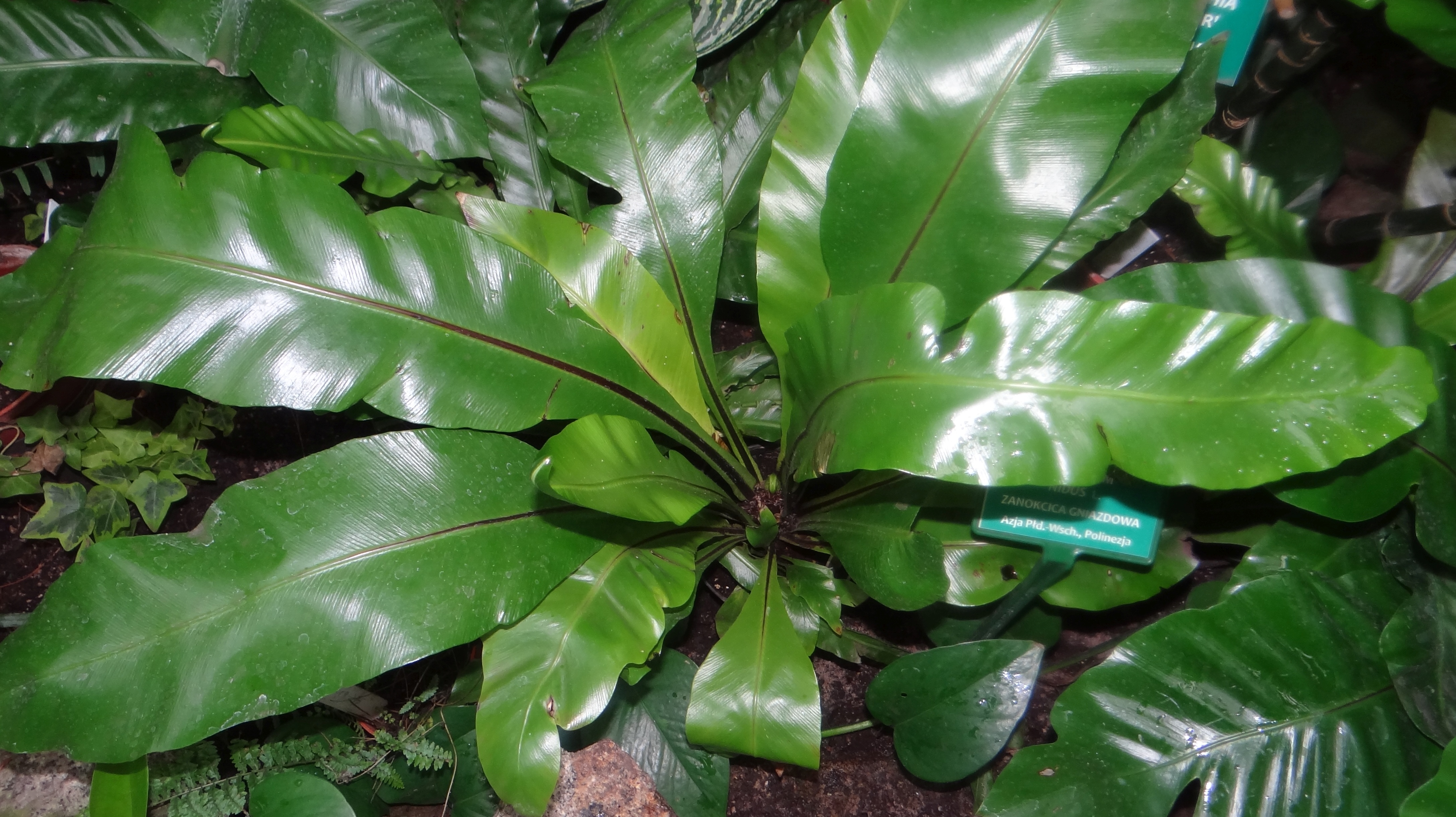
Liście
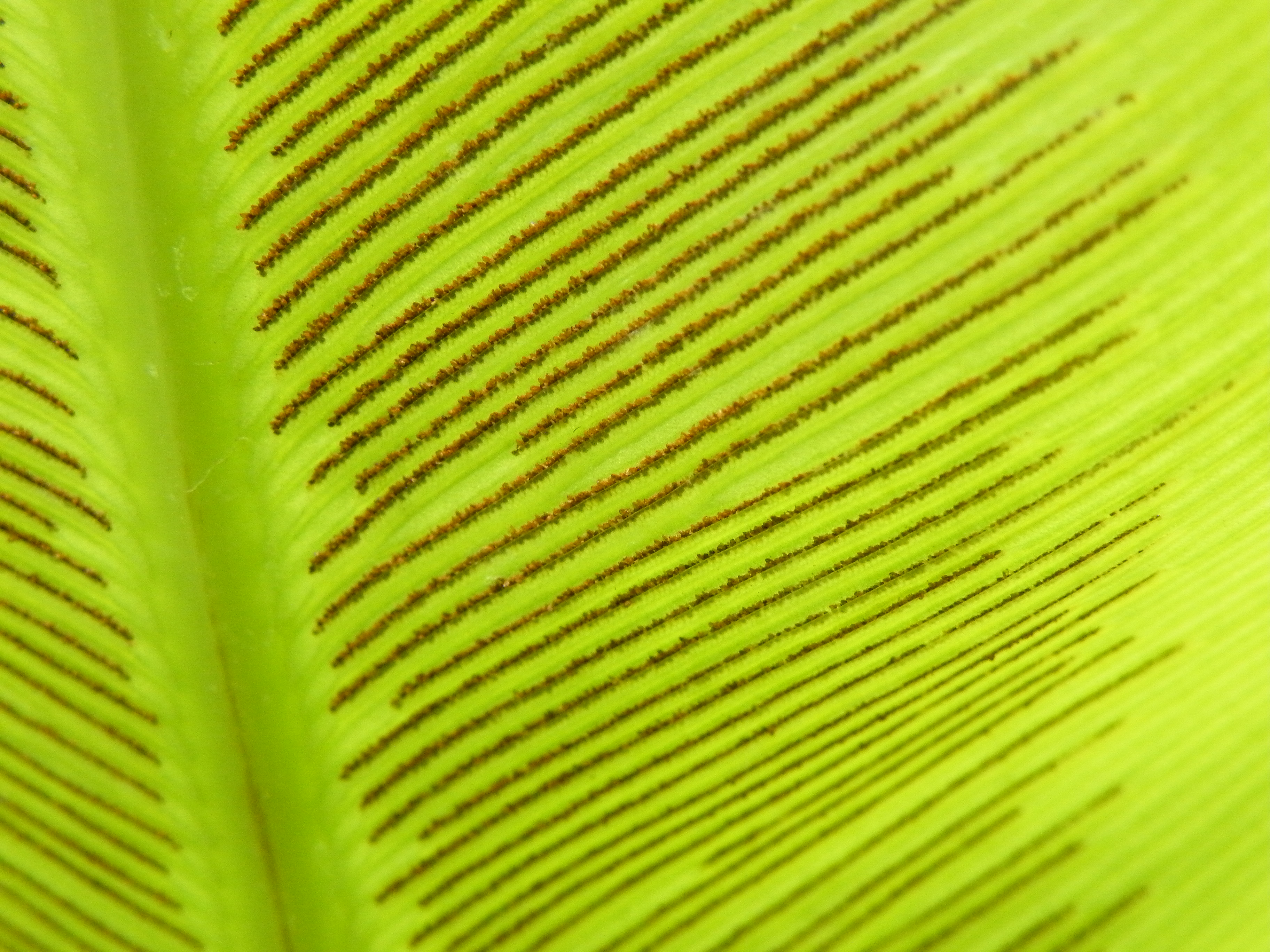
Fragment liścia z zarodniami